# Il cacciatore di donne
Il cacciatore di donne (The Frozen Ground) è  un film del 2013 diretto da Scott Walker e con protagonisti Nicolas Cage, John Cusack e Vanessa Hudgens. 
Il film è basato sulla vita del serial killer Robert Hansen che negli anni ottanta in Alaska rapì, torturò e infine uccise una ventina di donne.

## Trama
Nel 1983, ad Anchorage, Cindy Paulson, una giovane prostituta, viene ritrovata ammanettata e in lacrime dalla polizia cittadina in una stanza nella quale dice di aver trovato rifugio dopo essere sfuggita alla violenza e al rapimento da parte di un cliente. Il poliziotto che la interroga, contrariamente al collega che l'aveva ritrovata, non crede alla sua versione dei fatti e Robert Hansen, l'uomo da lei accusato, fornisce un valido alibi.
Intanto viene trovato il cadavere di una donna sepolto da mesi in una zona di caccia non lontano da Anchorage. Il corpo viene identificato come quello di una ballerina, che era stata ingaggiata da un tale per un servizio fotografico. Jack Halcombe, un detective della polizia di stato dell'Alaska, viene incaricato di seguire il caso che può essere legato ad altri ritrovamenti simili. Indagando sulle persone scomparse negli ultimi anni, riesce a mettere insieme i casi di diverse ragazze sparite in circostanze losche, simili a quello della ballerina. Halcombe, inoltre, riceve un plico contenente le accuse di Cindy nei confronti di Hansen. Poiché quest'ultimo ha un precedente per stupro risalente al 1971, il detective decide di indagare su di lui e di estendere le ricerche fino a quell'anno.
Nonostante le difficoltà creategli da Cindy, impaurita e diffidente a causa della sua terribile storia personale, Halcombe riesce a darle coraggio e, così, a far crollare il serial killer.

## Produzione
Il film è stato girato ad Anchorage in 26 giorni nell'ottobre del 2011.

## Distribuzione
Il primo trailer ufficiale del film è stato distribuito online il 21 agosto 2012.
Il film doveva essere distribuito nelle sale statunitensi a partire dal 30 novembre 2012, ma la data di uscita è stata successivamente spostata al 23 agosto 2013. In Italia il film è stato proiettato in anteprima il 20 luglio 2013 in occasione dell'Ischia Global Fest ed è uscito nelle sale cinematografiche a partire dal successivo 3 ottobre.

## Accoglienza
Il film ha ricevuto recensioni contrastanti sul  positivo, con elogi sulla performance di Cage e Cusack ed è stato visto come un gradito ritorno di Nicolas Cage in una solida performance. Su IMDb detiene una valutazione di 6,4 su 10, su MYmovies.it ha punteggio di 3,1 stelle su 5, su Comingsoon.it ha una valutazione di 3,5 stelle su 5 e sull'aggregatore Rotten Tomatoes il film riceve una percentuale di gradimento del 61% basato su 57 recensioni, con una media ponderata di 5,2/10. Il consenso del sito dice: "Anche se il filo conduttore del film sembra basilare, Il cacciatore di donne, rappresenta un gradito ritorno di Nicolas Cage in una solida performance". Su Metacritic ottiene un punteggio di 37 su 100 sulla base di 16 recensioni indicando "recensioni generalmente sfavorevoli". Sheila O'malley di Roger Ebert.com gli ha assegnato 3 stelle su 4 elogiando la performance dei protagonisti.